# NWA British Empire Heavyweight Championship (Toronto version)
La versión de Toronto de la NWA British Empire Heavyweight Championship fue el mayor título de la ciudad como afiliación de la NWA, Maple Leaf Wrestling, desde 1941 hasta 1967, cuando el título fue abandonado.

## Lista de campeones
| Luchador             | N.º | Fecha                   | Días | Lugar             | Notas |
| -------------------- | --- | ----------------------- | ---- | ----------------- | --- |
| Earl McCready        | 1   | Junio de 1941           |      |                   | Ver listaReinado con la versión de campeón de Nueva Zelanda - reconocido en Toronto.                            |
| Nanjo Singh          | 1   | 12 de febrero de 1942   | 77   | Toronto, Ontario  | |
| Whipper Billy Watson | 1   | 30 de abril de 1942     | 154  | Toronto, Ontario  | |
| John Katan           | 1   | 1 de octubre de 1942    | 41   | Toronto, Ontario  | |
| Earl McCready        | 2   | 11 de noviembre de 1942 | 22   | Toronto, Ontario  | |
| John Katan           | 2   | 3 de diciembre de 1942  | 56   | Toronto, Ontario  | |
| Whipper Billy Watson | 2   | 28 de enero de 1943     |      | Toronto, Ontario  | Ver listaDerrotó a Nanjo Singh cuando Katan no mostró defensa alguna; derrotó a Katan el 25 de febrero de 1943. |
| Jack Claybourne      | 1   | 1943                    |      |                   | |
| Whipper Billy Watson | 3   | 18 de marzo de 1943     | 70   | Toronto, Ontario  | |
| Yvon Robert          | 1   | 27 de mayo de 1943      | 7    | Toronto, Ontario  | |
| Vacante              |     | 3 de junio de 1943      |      | Toronto, Ontario  | Ver listaTítulo vacante después que Robert derrotara a Billy Watson por descalificación en Toronto, Ontario.    |
| Whipper Billy Watson | 4   | 10 de junio de 1943     | 42   | Toronto, Ontario  | Ver listaDerrotó a Robert en una revancha.                                                                      |
| Earl McCready        | 3   | 22 de julio de 1943     |      | Toronto, Ontario  | |
|                      |     |                         |      |                   | |
| Whipper Billy Watson | 5   | Julio de 1944           |      |                   | Ver listaSe desconoce a quién ganó Watson para ganar el título.                                                 |
| Frank Sexton         | 1   |                         |      |                   | |
| Whipper Billy Watson | 6   | 26 de octubre de 1944   | 848  | Toronto, Ontario  | |
| Vacante              |     | 21 de febrero de 1947   |      | Toronto, Ontario  | Ver listaWatson ganó el World Heavyweight Championship (National Wrestling Association).                        |
| Nanjo Singh          | 2   | 13 de mayo de 1948      | 21   | Toronto, Ontario  | |
| Whipper Billy Watson | 7   | 3 de junio de 1948      |      | Toronto, Ontario  | |
| Fred Atkins          | 1   | 3 de marzo de 1949      |      | Toronto, Ontario  | |
| Whipper Billy Watson | 8   | 2 de agosto de 1949     |      | Hamilton, Ontario | |
| Yvon Robert          | 2   | 6 de octubre de 1949    |      | Montreal, Quebec  | |
| Whipper Billy Watson | 9   | 17 de noviembre de 1949 |      | Toronto, Ontario  | |
| Yvon Robert          | 3   | 25 de enero de 1950     |      | Montreal, Quebec  | |
| Whipper Billy Watson | 10  | 12 de octubre de 1950   |      | Toronto, Ontario  | |
| Vacante              |     | 15 de marzo de 1956     |      | Toronto, Ontario  | Ver listaWatson ganó el NWA World Heavyweight Championship.                                                     |
| Pat O'Connor         | 1   | 29 de marzo de 1956     |      | Toronto, Ontario  | Ver listaDerrotó a Lord Athol Layton.                                                                           |
| Gene Kiniski         | 1   | 2 de mayo de 1957       |      | Toronto, Ontario  | |
| Whipper Billy Watson | 11  | 6 de junio de 1957      |      | Toronto, Ontario  | |
| Gene Kiniski         | 2   | 17 de abril de 1959     |      | Toronto, Ontario  | |
| Whipper Billy Watson | 12  | 18 de junio de 1959     |      | Toronto, Ontario  | |
| Abandonado           |     | 1967                    |      |                   | Ver listaTítulo abandonado.                                                                                     |